# Дивовижний Моріс
«Дивовижний Моріс» (англ. Amazing Maurice) — анімаційний фільм, знятий за романом англійського письменника Террі Пратчетта «Дивовижний Моріс та його вчені гризуни» (2001) із серії «Дискосвіт». В оригінальній версії Моріса озвучив Г'ю Лорі.

## Сюжет
У кота Моріса два таланти: говорити і провертати афери. Подорожуючи з гризунами з міста в місто, він щоразу «рятує» місцевих жителів від навали щурів (зрозуміло, за хорошу оплату). Але потрапивши в Дрянь-Блінцбург, Моріс і його друзі розуміють, що це містечко таїть у собі щось небезпечне… Їм належить зіграти в кішки-мишки зі справжнім злом і розгадати головну загадку цього місця — на подив усіх двоногих, що там живуть.

## Ролі озвучили
- Г'ю Лорі — Моріс
- Емілія Кларк — Маліція
- Девід Тьюліс — босс
- Хімеш Патель — Кейт
- Джемма Артертон — Персики
- Девід Теннант — Небезпечні боби
- Джо Заґґ — Сардини
- Еріон Бакаре — Дарктен

## Виробництво
Проект було анонсовано у червні 2019 року. Тоді ж було оголошено, що автором сценарію фільму виступить Террі Росіо. Картер Гудрич обраний дизайнером персонажів, Тобі Генкель — режисером фільму, а Джулія Стюарт із SKY, Роб Вілкінс із Narrativia, Емелі Крістіанс, Роберт Чандлер та Ендрю Бейкер будуть продюсерами фільму. У жовтні 2019 року було випущено артбук фільму та розпочалося його безпосереднє виробництво. У листопаді 2020 року було анонсовано, що озвучать персонажів мультфільму Х'ю Лорі, Емілія Кларк, Девід Тьюліс, Хімеш Патель, Джемма Артертон та Х'ю Бонневілль. Девід Теннант, Роб Брайдон, Джулі Атертон та Джо Сагг були додані до акторського складу у травні 2021 року.